# Pseudocercospora samaneae
Pseudocercospora samaneae är en svampart som beskrevs av U. Braun & Crous 2003. Pseudocercospora samaneae ingår i släktet Pseudocercospora och familjen Mycosphaerellaceae.   Inga underarter finns listade i Catalogue of Life.